# Bandera de la República Socialista de Macedonia
La bandera de la República Socialista de Macedonia fue adoptada por la RS de Macedonia en 1963 y cayó en desuso en 1991. Es una modificación de la bandera nacional de la RFS de Yugoslavia.

## Descripción
La bandera de la República Socialista de Macedonia es completamente roja, en su esquina superior izquierda tiene una estrella roja con borde dorado.

## Historia
Entre diciembre de 1946 y septiembre de 1991, la República Socialista de Macedonia (conocida como «República Popular de Macedonia» hasta 1963) fue una de las seis repúblicas constituyentes de la República Federativa Socialista de Yugoslavia. Fue la única república yugoslava que no usó los colores paneslavos en su bandera. En cambio, Macedonia adoptó una versión enmendada de su bandera anterior, que representa una estrella roja de cinco puntas con bordes dorados en el cantón contra un campo rojo en un diseño similar a las banderas de la Unión Soviética o la República Popular China. Esta bandera fue adoptada el 31 de diciembre de 1946 en virtud del artículo 4 de la Constitución de la República Popular de Macedonia. y permaneció en uso hasta mucho después de la independencia de Macedonia de Yugoslavia en septiembre de 1991, debido a la falta de acuerdo sobre cual sería su reemplazo.

## Banderas históricas

Bandera de la República Popular de Macedonia (1943-1946)
Bandera de la República Popular de Macedonia (1946-1963) y de la República Socialista de Macedonia (1963-1991)